# Gasparo Contarini
Gasparo Contarini, (Venecia, 16 de octubre de 1483 - Bolonia, 24 de agosto de 1542) fue un teólogo y diplomático de la República de Venecia y de los Estados Pontificios, que jugó un importante papel en las discusiones entre protestantes y católicos durante la Reforma.
Pertenecía a la aristocrática familia Contarini. 
Entre el 16 de marzo de 1520 y el noviembre de 1525 fue elegido por el Senado de la República de Venecia como embajador en la corte de Carlos I. Los despachos diplomáticos que Contarini envió durante este tiempo se conservan en la Biblioteca Marciana de Venecia, entre los cuales se encuentra una de las copias de la carta de Elcano.
De enero a octubre de 1528 realizó una embajada de la Serenísima ante el papa Clemente VII, que se había refugiado en Orvieto tras el saco de Roma. Se cuenta que en torno a la cuestión, discutida con el Papa, de los derechos pontificios sobre Cervia y Rávena contestó: "Santísimo Padre, como nos pusiésemos a dilucidar los derechos sobre los estados mediante la averiguación de sus orígenes, no encontraríamos hoy ni un solo príncipe legítimo". En 1535 fue nombrado cardenal por Pablo III. En 1541 fue enviado como legado pontificio a la Dieta de Ratisbona, donde se esforzó en aproximar las posturas de católicos y protestantes, sin éxito. Se le atribuye la definición del principio sola fide, con lo que, a pesar de su posición católica, habría contribuido involuntariamente a la propagación del protestantismo.
Entre sus publicaciones está el tratado De immortalitate animas, contra Pietro Pomponazzi, de quien había sido discípulo.
Sus títulos y cargos eclesiásticos fueron: cardenal-diácono de Santa Maria in Aquiro, cardenal-presbítero de Santi Vitale, Valeria, Gervasio e Protasio, de Santa Balbina, de San Apolinar y de Santa Práxedes; y obispo de Belluno.

## Obra
- De potestate Pontificis, 1529

De republica Venetorum, 1626.

- Confutatio articulorum seu quaestionum Lutheri, ca. 1530
- Tractatus seu Epistola de iustificatione, 1541
- De magistratibus et republica venetorum, París, 1543
- De sacramentis christianae legis et catholicae ecclesiae, Florencia, 1553